# Alken
Alken (Limburgheză: Alleke) este o comună din regiunea Flandra din Belgia. Comuna este formată din localitățile Alken, Sint-Joris și Terkoest. Suprafața totală a comunei este de 28,14 km². La 1 ianuarie 2013 comuna avea o populație totală de 11.338 locuitori. 
1. ↑  Crossroad Bank of Enterprises, accesat în 23 iulie 2023